# Matt Leyden Trophy
Matt Leyden Trophy – nagroda przyznawana każdego sezonu najlepszemu trenerowi Ontario Hockey League. Laureata tej nagrody wybierają trenerzy i managerowie zespołów OHL. Nie mogą oni głosować na trenera z własnego zespołu. Każdy głosujący daje pięć punktów za pierwsze miejsce, trzy za drugie miejsce oraz jeden za trzecie miejsce.

## Lista nagrodzonych
- 2016–2017: Ryan McGill, Owen Sound Attack
- 2015–2016: Kris Knoblauch, Erie Otters
- 2014–2015: Sheldon Keefe, Sault Ste. Marie Greyhounds
- 2013–2014: D.J. Smith, Oshawa Generals
- 2012–2013: Mike Vellucci, Plymouth Whalers
- 2011–2012: Greg Gilbert, Saginaw Spirit
- 2010–2011: Mark Reeds, Owen Sound Attack
- 2009–2010: Dale Hunter, London Knights
- 2008–2009: Bob Boughner, Windsor Spitfires
- 2007–2008: Bob Boughner, Windsor Spitfires
- 2006–2007: Mike Vellucci, Plymouth Whalers
- 2005–2006: Dave Barr, Guelph Storm
- 2004–2005: Dale Hunter, London Knights
- 2003–2004: Dale Hunter, London Knights
- 2002–2003: Brian Kilrea, Ottawa 67’s
- 2001–2002: Craig Hartsburg, Sault Ste. Marie Greyhounds
- 2000–2001: Dave MacQueen, Erie Otters
- 1999–2000: Peter DeBoer, Plymouth Whalers
- 1998–1999: Peter DeBoer, Plymouth Whalers
- 1997–1998: Gary Agnew, London Knights
- 1996–1997: Brian Kilrea, Ottawa 67’s
- 1995–1996: Brian Kilrea, Ottawa 67’s
- 1994–1995: Craig Hartsburg, Guelph Storm
- 1993–1994: Bert Templeton, North Bay Centennials
- 1992–1993: Gary Agnew, London Knights
- 1991–1992: George Burnett, Niagara Falls Thunder
- 1990–1991: George Burnett, Niagara Falls Thunder
- 1989–1990: Larry Mavety, Kingston Frontenacs
- 1988–1989: Joe McDonnell, Kitchener Rangers
- 1987–1988: Dick Todd, Peterborough Petes
- 1986–1987: Paul Theriault, Oshawa Generals
- 1985–1986: Jacques Martin, Guelph Platers
- 1984–1985: Terry Crisp, Sault Ste. Marie Greyhounds
- 1983–1984: Tom Barrett, Kitchener Rangers
- 1982–1983: Terry Crisp, Sault Ste. Marie Greyhounds
- 1981–1982: Brian Kilrea, Ottawa 67’s
- 1980–1981: Brian Kilrea, Ottawa 67’s
- 1979–1980: Dave Chambers, Toronto Marlboros
- 1978–1979: Gary Green, Peterborough Petes
- 1977–1978: Bill White, Oshawa Generals
- 1976–1977: Bill Long, London Knights
- 1975–1976: Jerry Toppazzini, Sudbury Wolves
- 1974–1975: Bert Templeton, Hamilton Fincups
- 1973–1974: Jack Bownass, Kingston Canadians
- 1972–1973: George Armstrong, Toronto Marlboros
- 1971–1972: Gus Bodnar, Oshawa Generals